# Coup de torchon
Pour plus de détails, voir Fiche technique et Distribution.
Coup de torchon est un film français réalisé par Bertrand Tavernier, sorti en 1981.

## Synopsis
1938. En Afrique-Occidentale française. Lucien Cordier (Philippe Noiret) est l'unique policier d'une petite ville coloniale. Méprisé de tous pour sa lâcheté et sa veulerie, il est l'objet de moqueries et de railleries. Lorsque son officier supérieur (Guy Marchand) lui fait prendre conscience de sa médiocrité, il va peu à peu se transformer en impitoyable assassin et se débarrasser de tous ses tourmenteurs, femme et maîtresse comprises, par un jeu diabolique qui consiste à faire accuser d'autres que lui avant de les éliminer, jusqu'à ce qu'il reste seul et mentalement anéanti.

## Fiche technique
- Titre : Coup de torchon
- Réalisation : Bertrand Tavernier, assisté de Jean Achache
- Scénario : Jean Aurenche, Bertrand Tavernier (d'après le roman 1275 âmes de Jim Thompson)
- Musique : Philippe Sarde
- Photographie : Pierre-William Glenn
- Son : Michel Desrois
- Montage : Armand Psenny
- Décors : Alexandre Trauner
- Costumes : Jacqueline Moreau
- Production : Henri Lassa, Adolphe Viezzi
- Sociétés de production : Les Films de la Tour, Films A2, Little Bear
- Pays de production :  France
- Langue originale : français
- Durée : 124 minutes
- Genre : comédie dramatique, policier
- Dates de sortie :
  - France : 4 novembre 1981
- Classification cinématographique :
  - France : tous publics[1]
- Affiche : René Ferracci (France)

## Distribution
- Philippe Noiret : Lucien Cordier
- Isabelle Huppert : Rose Marcaillou
- Jean-Pierre Marielle : Le Péron et son frère, Georges, l'adjudant-chef
- Stéphane Audran : Huguette Cordier
- Eddy Mitchell : Nono, « frère » d'Huguette
- Guy Marchand : Marcel Chavasson, chef de la police
- Irène Skobline : Anne, l'institutrice
- Michel Beaune : Vanderbrouck
- Jean Champion : Le curé
- Victor Garrivier : Marcaillou
- Gérard Hernandez : Leonelli
- Abdoulaye Diop : Fête Nat, le serviteur de Lucien
- Daniel Langlet : Paulo, le flic adjoint de Chavasson
- François Perrot : Le colonel Tramichel
- Raymond Hermantier : L'aveugle
- Mamadou Dioum : L'interprète au cinéma
- Samba Mané : Vendredi, le noir qui en sait trop
- Irénée Martin : La femme au cimetière (non créditée)

et dans le film publicitaire Aux Galeries Barbès :
- Max Ernst : Le soldat mexicain
- Paul Grimault : Le condamné à mort

## Production

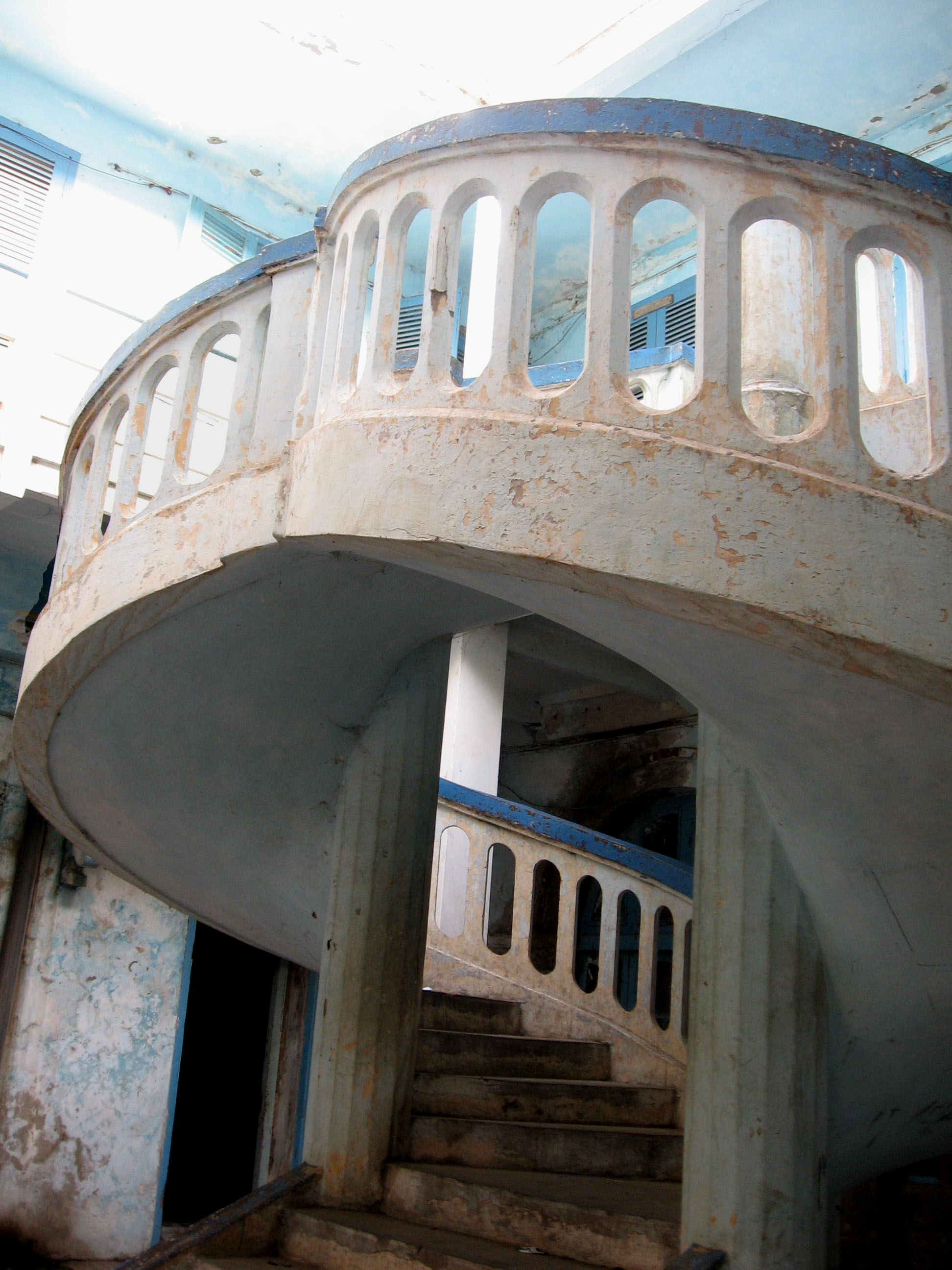
À Saint-Louis du Sénégal, l'escalier à double volée circulaire ayant inspiré à Bertrand Tavernier la scène de la maison close.

Ce film est adapté d'un roman policier de Jim Thompson, 1275 âmes (Pop. 1280 en version originale ; no 1000 de la Série noire) qui se situe dans un petit village du Sud des États-Unis. Le scénario replaçant l'histoire dans l'Afrique coloniale française, les Noirs américains deviennent les Indigènes des colonies dans le film. Bertrand Tavernier fait par ailleurs une transposition personnelle du récit de Voyage au bout de la nuit de Céline située dans l'Afrique coloniale à la veille de la Seconde Guerre mondiale tout en s'imprégnant de Voyage au Congo d'André Gide (1927)[réf. nécessaire]. 
Le film est tourné au printemps 1981 dans le nord-ouest du Sénégal, notamment à Saint-Louis et aux environs de Louga.
Une scène montre la projection dans le village du film Alerte en Méditerranée avec Pierre Fresnay.
Tavernier filme une deuxième fin, non retenue dans le montage final ; celle-ci est disponible dans les suppléments du DVD sorti en 2007 aux éditions Studiocanal, avec des explications du réalisateur concernant son choix.

## Distinctions

### Récompenses
- Festival de San Sebastián 1982 : Prix de l'Athénée de Guipuzcoano
- Festival de Durban 1982 : Prix du public
- Prix Méliés 1981

### Nominations
En perdant dans les 10 catégories des Césars où il concourt, le film a longtemps détenu le record de nominations sans aucune victoire. Ce record est battu en 2003 par Huit femmes qui ne reçoit aucun prix sur 12 nominations, puis en 2013 par Camille redouble avec 13 nominations infructueuses.
- César 1982 :
  - César du meilleur film (Bertrand Tavernier)
  - César du meilleur réalisateur (Bertrand Tavernier)
  - César du meilleur acteur (Philippe Noiret)
  - César de la meilleure actrice (Isabelle Huppert)
  - César du meilleur acteur dans un second rôle (Eddy Mitchell)
  - César du meilleur acteur dans un second rôle (Jean-Pierre Marielle)
  - César de la meilleure actrice dans un second rôle (Stéphane Audran)
  - César du meilleur scénario original ou adaptation (Bertrand Tavernier, Jean Aurenche)
  - César des meilleurs décors (Alexandre Trauner)
  - César du meilleur montage (Armand Psenny)
- Oscars 1983 : Oscar du meilleur film étranger